# Arboretum de Hatanpää
L'Arboretum de Hatanpää (finnois : Hatanpään arboretum), est un arboretum du quartier de Hatanpää à Tampere en  Finlande.

## Description
Le manoir de Hatanpää est la demeure de Hans Henrik Boije (fi) (1717-1781). 
Le parc du manoir est aménagé en jardin à l'anglaise.
L'arboretum est planté de dizaines d'espèces d'arbres feuillus de conifères, d'arbustes et de fleurs vivaces. 
C'est un lieu de promenade très prisé.
La floraison commence au début du printemps, par les premiers perce-neige, puis les crocus, les anémones jaunes et les dernières fleurissent en septembre.

## Galerie

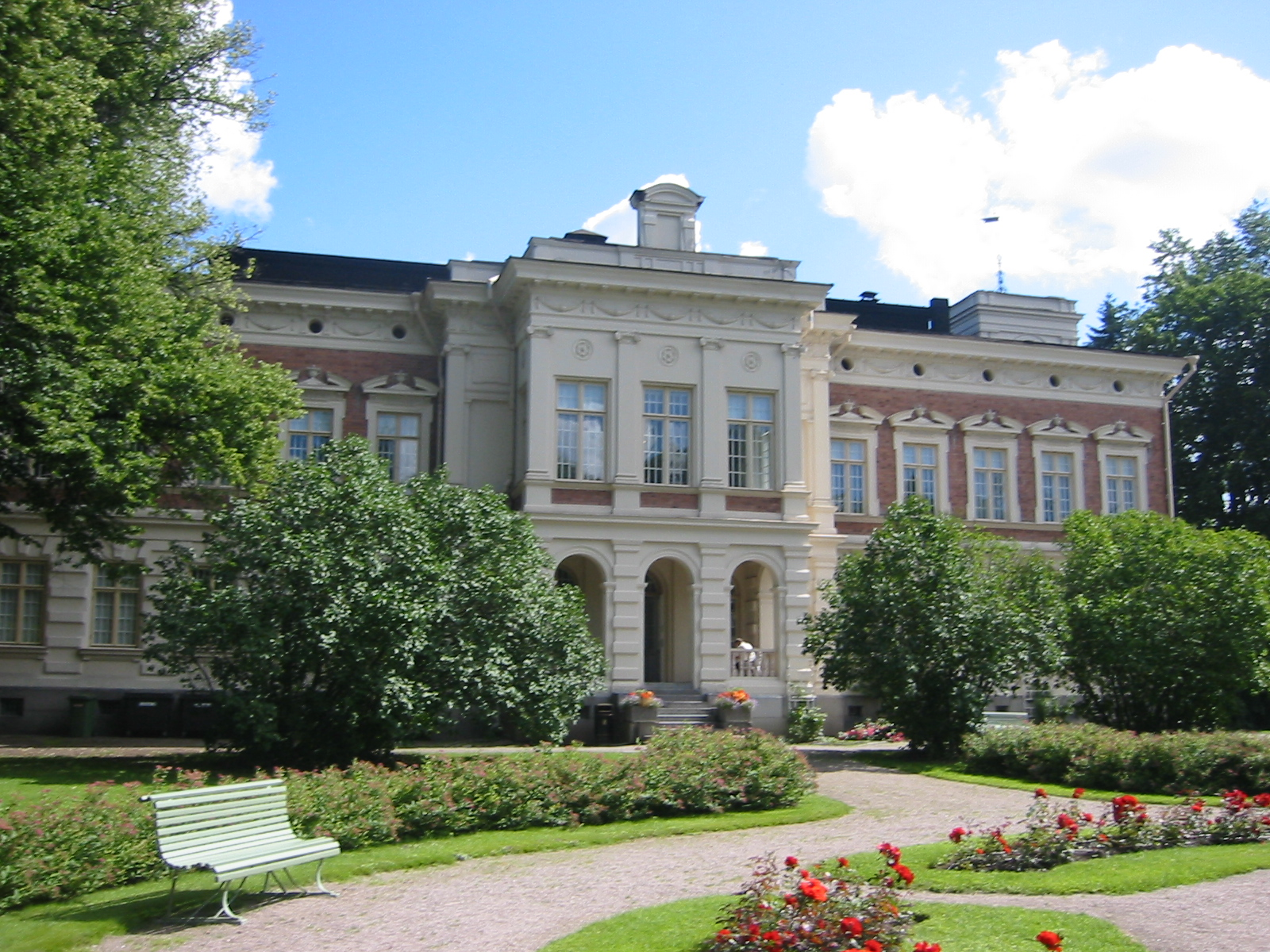
Le manoir.
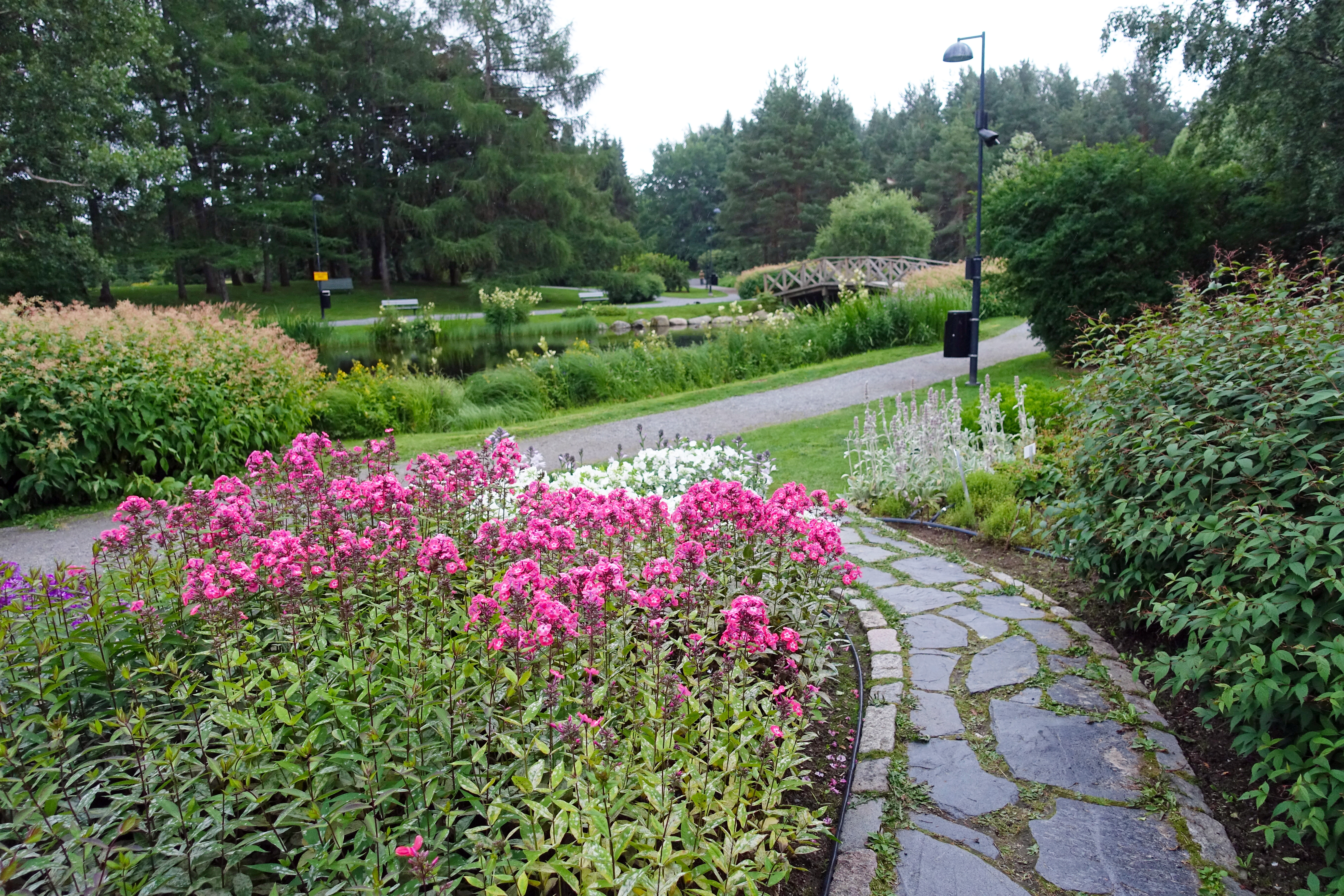
L'arboretum.
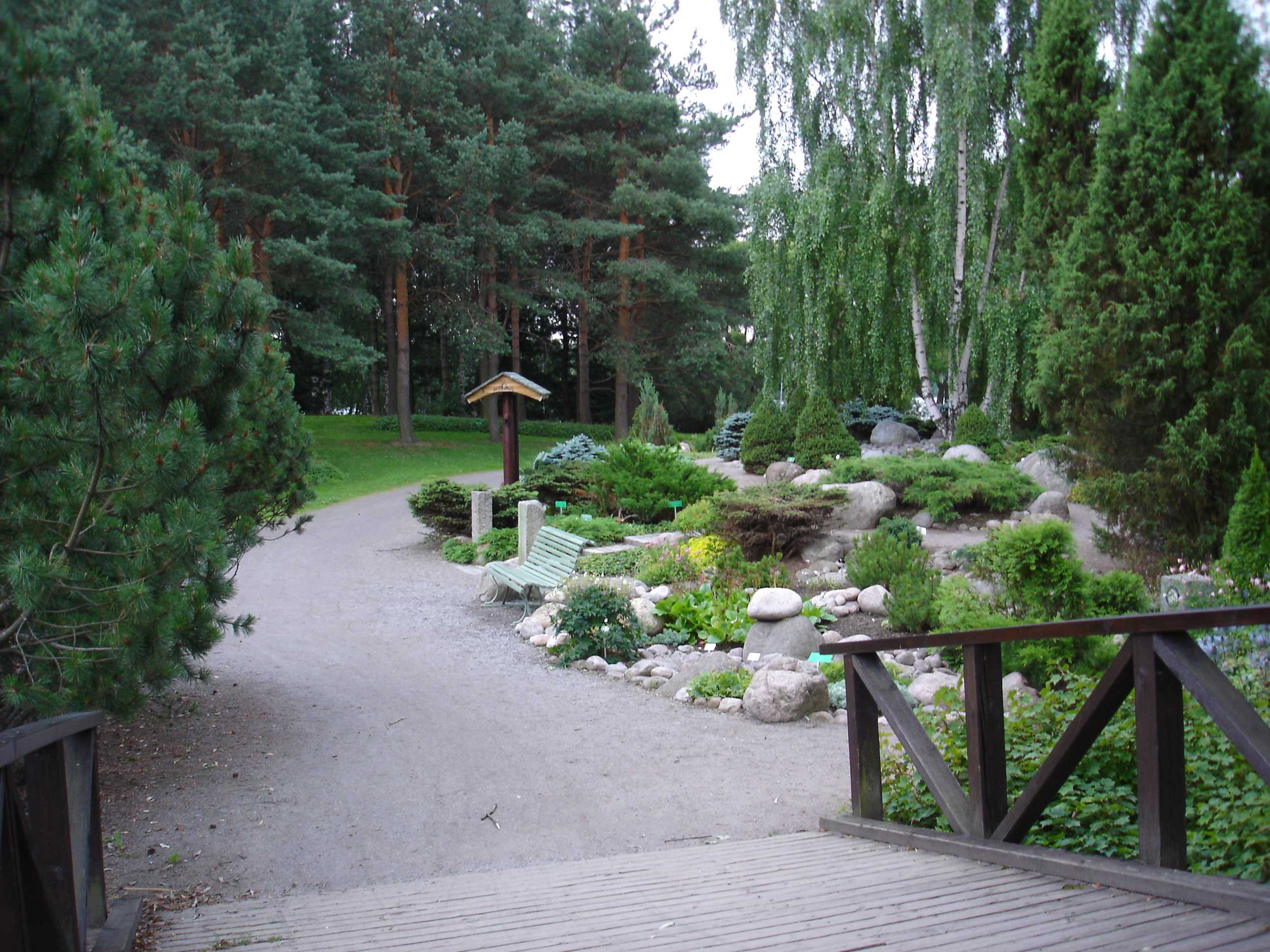
L'arboretum.
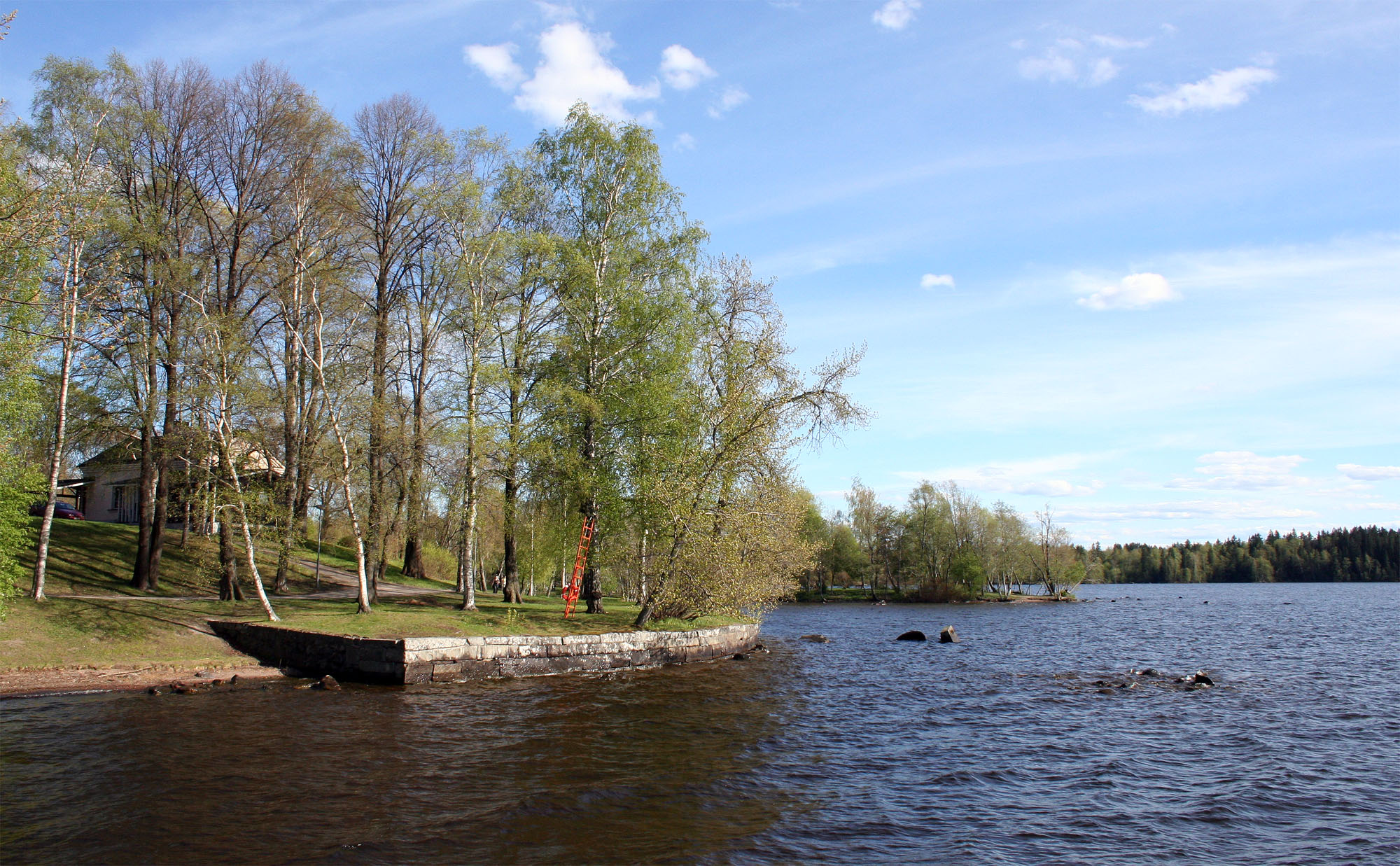
Le lac Pyhäjärvi vue de l'arboretum.